# Gablingen
Gablingen – miejscowość i gmina w Niemczech, w kraju związkowym Bawaria, w rejencji Szwabia, w regionie Augsburg, w powiecie Augsburg. Leży częściowo na terenie Parku Natury Augsburg – Westliche Wälder, około 10 km na północny zachód od Augsburga, nad rzeką Schmutter.

## Dzielnice
W skład gminy wchodzą następujące dzielnice:
Gablingen, Gablingen-Siedlung, Holzhausen, Lützelburg i Muttershofen.

## Polityka
Wójtem gminy jest Karl Hörmann, poprzednio urząd ten obejmował Pius Kaiser, rada gminy składa się z 16 osób.
|      | CSU | SPD/FW | Christlich Soziale Mitte | BU | JL | Lützelburger Liste | Razem |
| 2008 | 4   | 3      | 5                        | 1  | 1  | 2                  | 16    |
| 2002 | 4   | 3      | 5                        | 1  | 1  | 2                  | 16    |